# پل فرد هارتمن

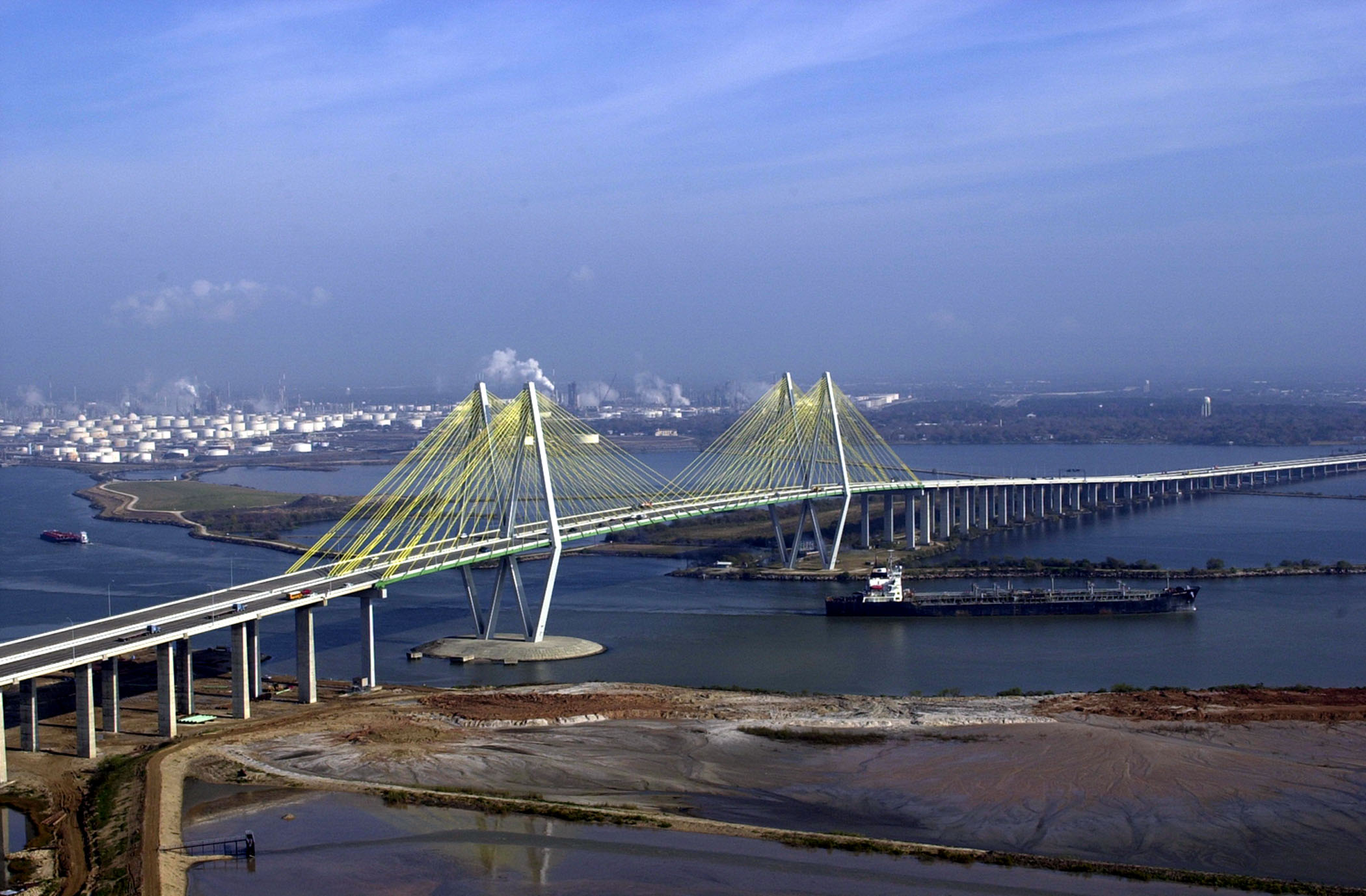
پل فرد هارتمن

پل فرد هارتمن (به انگلیسی: Fred Hartman Bridge) یک پل معلق در هیوستون آمریکاست که در جنوب این شهر قرار دارد.
این پل در سال ۱۹۹۵ گشایش یافت، و با طول ۴ کیلومتر از پلهای طولانی آمریکا به حساب می‌آید.